# ハケンアニメ! (映画)
『ハケンアニメ!』は、2022年（令和4年）5月20日に公開された、辻村深月による同名の小説を原作とした日本映画。監督は吉野耕平、主演は吉岡里帆が務めた。辻村は映画製作には企画段階から意見を提供するなど、積極的に関与した。
映画版では瞳を主人公にライバルである王子との対決要素を強調し、脚本、絵コンテ、原画、背景、CG作成、撮影、アフレコ、編集といった、実際にアニメを作るアニメ制作のセクションと共に、企画誕生の背景、製作委員会の立ち位置、宣伝、放送、タイアップといった、アニメ制作以外の作品を世に届けるためのあらゆるセクションにも、焦点が当たった内容となっている。また、億単位の制作費が無ければ作れないアニメ制作において、制作を実際に行う組織ではない製作委員会の重要性、作品ができても放送などで届けられなければ人々に見てもらえず、ほぼ毎クール50本以上ある新作の中で注目を集めるには、興味の入り口となる有名クリエーターや声優の起用といった話題性や、作品舞台地とのコラボレーションや食品等とのタイアップを通して、作品の存在自体を知ってもらう重要性、それらを含め作品を世に届けるための過程が、フィクションならではのデフォルメも混じえつつ、真摯に分かりやすく描かれており、そうした舞台裏のドラマが本作ならではの見どころとなっており、好きを貫こうとする者たちの情熱、意思の強さ、作品に込めた想いが描かれている。

## あらすじ
連続テレビアニメ「サウンドバック 奏の石」が初監督作品となる斎藤瞳は、憧れの天才監督である王子千晴を超えるアニメをつくることを目標とする20代の女性。プロデューサーの行城理は、瞳を抜擢したもののアニメを成功させるためと瞳がやりたくない余計な仕事を増やす、やっかいな存在。夕方5時台の同じ時間帯には、王子千晴の復帰作「運命戦線リデルライト」も放送される。そのプロデューサーは、気まぐれな王子に苦労しながらも、王子の才能に惚れ9年ぶりとなる王子作品に懸ける有科香屋子。瞳はスタッフや声優たちと時にぶつかりながら、瞳の想いが込められた作品が誰かの胸に刺さることを目標に、ライバル作品との熱い覇権（）争いに挑む。

### 原作との違い
瞳は、映画では新人監督だが、原作ではアクションゲーム「太陽天使ピンクパンサー」のゲーム内アニメを手掛け、その出来が話題になるなど、実績を残してから「サウンドバック 奏の石」の監督になっている。王子の「光のヨスガ」から「運命戦線リデルライト」までの期間は、原作では9年だが、映画では8年。制作発表記者会見も、映画では合同記者会見だが、原作では別々に記者会見を開いている。原作では「サバク」はトウケイ動画系列の劇場であるトウケイシネマにおいて、監督や声優が舞台挨拶をしファンと共に初回放送を観る特別上映会を行うが、映画では行わない。トウケイ動画の制作スタッフについても、劇中のクライマックスに至る後半のシーンにおいて、主演の吉岡里帆からの「アニメスタジオのスタッフ一人一人の名前を呼びたい」という提案を監督が採用したため、監督が名前を新たに考えた各現場の登場人物が何人も登場する。「リデル」の放送時間は、原作では木曜深夜0時55分からだが、映画では土曜夕方5時で「サバク」と同じ時間帯。群野葵の人物設定も、映画では美末杏樹が登場しないため、原作に登場した杏樹の設定が受け継がれている。王子が香屋子と会った時に渡した「リデル」の脚本は、原作では最終話まであるが、映画では最終話がまだ出来ていなかった。フィットネスクラブのボクササイズや銭湯でのシーンが追加されている。
ちなみに、本編のエンドロール後には物語に関わる重要なおまけのシーンが用意されている。

## キャスト
- 斎藤瞳 - 吉岡里帆、(幼少期役：心美[8])
- 王子千晴 - 中村倫也[1][2]
- 行城理 - 柄本佑[1][2]
- 有科香屋子 - 尾野真千子[1][2]
- 宗森周平 - 工藤阿須加[9]
- 並澤和奈 - 小野花梨[9]
- 群野葵 - 高野麻里佳[9]
- 越谷徳治 - 古館寛治[9]
- 根岸一彦 - 前野朋哉[9]
- 白井 - 新谷真弓
- 青嶋 - 森レイ子
- 河村 - 矢柴俊博
- 仁木 - 二木二葉
- 前山田修 - 徳井優[9]
- 二宮 - 尾倉ケント
- 増田 - 広田亮平
- 中島愛美 - 久遠明日美
- 横橋詠一[注釈 1] - 小玉丈貴
- 川島加菜美 - 大場美奈
- 田口正行 - 松角洋平
- 星洋二 - みのすけ
- 関義幸 - 六角精児[9]
- 逢里哲哉 - 水間ロン
- 宮森[注釈 2] - 前原滉
- 太陽 - 小林郁大
- 愛[注釈 3] - 宝辺花帆美[10]
- 第1話上映会の司会 - 伊藤さとり[11]
- ナレーション - 朴璐美[12]

この他、後述の劇中作品の出演声優も実写パートで出演する。

## スタッフ
- 原作 - 辻村深月『ハケンアニメ!』（マガジンハウス刊）
- 監督 - 吉野耕平
- 脚本 - 政池洋佑
- 音楽 - 池頼広
- 主題歌 - ジェニーハイ「エクレール」（unBORDE / WARNER MUSIC JAPAN）[13]
- 製作 - 木村光仁、高木勝裕、鷲見貴彦、與田尚志、中野伸二、鉄尾周一、岡徳康
- 企画プロデュース - 須藤泰司
- プロデューサー - 高橋直也、木村麻紀
- キャスティングプロデューサー - 福岡康裕
- 音楽プロデューサー - 津島玄一
- ラインプロデューサー - 石川貴博
- 宣伝プロデューサー - 笹田文代、吉田旅人
- 撮影 - 清久素延（J.S.C.）
- 美術 - 神田諭
- 照明 - 三善章誉
- 録音 - 赤澤靖大
- 装飾 - 神戸信次
- 衣裳 - 遠藤良樹
- ヘアーメイク - 細倉明日歌
- 編集 - 上野聡一
- 音響効果 - 勝亦さくら
- スクリプター - 渡邉あゆみ
- 俳優担当 - 林まゆみ
- 助監督 - 木ノ本豪
- 制作担当 - 曽根晋、関浩紀
- アニメーション制作 - Production I.G
- 実写本編監修 - 東映アニメーション
- アニメ監修 - 梅澤淳稔
- VFXプロデューサー - 井上浩正、山田彩友美
- アシスタントプロデューサー - 北岡睦己
- プロダクション統括 - 木次谷良助
- 配給 - 東映
- 製作プロダクション - 東映東京撮影所
- 製作 - 映画「ハケンアニメ!」製作委員会（東映、東映アニメーション、ベンチャーバンクエンターテインメント、東映ビデオ、毎日放送、マガジンハウス、西武鉄道）

## 劇中作品
劇中には略称「サバク」こと「サウンドバック 奏の石」、略称「リデル」こと「運命戦線リデルライト」というアニメ2作品が登場する。劇中ではどちらも、2022年（令和4年）4月9日から放送開始され、毎週土曜日の午後5時に放送されている設定。YouTubeの東映映画チャンネルで2021年（令和3年）11月5日から劇中アニメ「サバク」と「リデル」の特報がそれぞれ公開され、ハケンアニメ!公式サイト内にも「サバク」と「リデル」の本格的な作品紹介ページがそれぞれ開設されている。また、劇場等で劇中で使用していた「トウケイ動画」のカット袋の中に、通常パンフレットに加え、「サバク」と「リデル」の各12話分のプロットや絵コンテや設定資料などが半々ずつ掲載されており、劇中にも登場した62ページの総カラー雑誌「アニメゾン」が入った豪華版パンフレットも販売された。
『映画ドラえもん のび太の月面探査記』の脚本も手掛けた実績を持つ原作者の辻村は、劇中アニメ「サバク」と「リデル」の制作チームが、それぞれの作品イメージをより具体的に構築できるよう、劇中では一部しか描かれないにもかかわらず、12話2作品、計24話分のプロットを作成し東映のプロデューサー陣に渡したところ、「これを預かったからには必ず形にします」と返答された。辻村のプロットから吉野監督がイメージボードを描き、2人のアニメ監督が、そのプロットを基に制作。吉野監督との打ち合わせの中で、もう一作品のアニメ映像は観ないほうが、何かリアリティが生まれいいんじゃないかという狙いが生じ、両監督ともあえて互いのアニメをスタッフ試写まで観ず制作。「サバク」の谷監督は、瞳を中心に物語が進むため、瞳の心情とリンクする形で「サバク」の映像も作られていくべきと考え、なるべく材料は多く出そうと、まだ映画の内容を組み立てている段階だった吉野監督に、コンテをたくさん描いて提出し、吉野監督とはかなり時間をかけ、どのカットをどこに挟むか話し合いつつ、「リデル」との違いを出そうと、いいレイアウトを探したり、背景や窪之内英策の絵の美しさを前面に出すことを心掛け制作「リデル」の大塚監督は、どういう映像にすべきか吉野監督と議論しながら探っていく中で、アニメ制作現場の人間が驚くような突飛な映像ではなく、映画を観た人の目に天才的と映る映像を要望され、天才監督の作品なので、シンプルでカッコよくスタイリッシュという方向で、かなり異質な配色でありつつも血の色は赤という、不思議な色を使うだけでなく、ちょっと生々しい部分もある映像を目指し、アニメの誇張した表現でキャラクターを凄く動かし、あくまで知的だが少しクレイジーな部分もあるというバランスで制作。その結果、レベルの高い劇中アニメが制作された。
監督の谷と大塚は、「全力で作品に向き合っており、それでいていつもニコニコしている、芯が強くて優しい吉野監督を見ていると自然に、どうにかして自分の力を発揮して手伝い、この人の役に立ちたいという気持ちにさせられる」と語っている。辻村は「手掛けるスタッフがこんなに贅沢でいいのかと思うくらいの豪華メンバーで、2本とも覇権を取れるようなアニメというクオリティを、とても大切にしてもらい、喜びと感謝を覚えた」と語り、劇中の2作品についても「瞳はこうしたいんじゃないか、王子だったらこうするんじゃないかという発想で執筆したので、各作品の結末は彼らが自分で見つけてくれたものと思っている」と語っている。

### サウンドバック 奏の石
斎藤瞳が監督として制作する、石が変形するロボット「サウンドバック」に乗って戦いに身を投じる少年少女達を描いたアニメ。略して「サバク」。田舎町を襲った巨大ロボットから平和を守るため立ち上がった少年少女たち。彼らは「サウンドバック」というロボットを操って戦う。「奏（）」と呼ばれる石に音を吹き入れることでロボットが変形するため、12話すべて違う形のロボットに変形する。劇中では、「トウケイ動画」が製作しテレビ局の「TNS」で放送されている設定。
「サバク」は『エルドランシリーズ』、『勇者シリーズ』など、辻村が少女だった頃の憧れから制作されており、「自分がまっさらな気持ちで小学生の頃に憧れたロボットものを、今の技術でつくったらどうなるか」という視点から膨らませつつ、「大人になってから幼い頃に観た作品を見返すと、実はこういうことを言っており、ここで何かを決断したかというストーリーが心に入ってくる瞬間があり、その出会い直す感覚」を心がけ全面に出して、辻村が考えた。

#### 登場人物（サウンドバック 奏の石）
トワコ
声 - 高野麻里佳
タカヤ
声 - 潘めぐみ
リュウイチ
声 - 梶裕貴
マユ
声 - 木野日菜
ミワ
声 - 近藤玲奈
ユウト
声 - 兎丸七海
ユウヤ
声 - 小林ゆう
奏の石
声 - 速水奨

#### スタッフ（サウンドバック 奏の石）
- プロデューサー - 原田拓朗、芦塚明子
- 監督 - 谷東
- 演出 - 森川さやか
- キャラクター原案 - 窪之内英策[注釈 9]
- メカニックデザイン - 柳瀬敬之
- キャラクターデザイン・作画監督 - 大橋勇吾
- アニメーション制作 - コヨーテ[注釈 10]
- アニメーション制作協力 - 白組

### 運命戦線リデルライト
王子千晴が監督として制作する、自らの魂の力で操作するバイクによってレースで競い合う魔法少女達の姿を描いたアニメ。略して「リデル」。主人公・十和田充莉（）は自らの魂の力でバイクを変形させてライバルたちと競う。バトルシーンはレース。6歳で始まり、1話ごとに1年が経過していく。劇中では、テレビ局の「tv shiki」で放送され、プロデューサーには香屋子と共に「tv shiki」の重役・「星洋二」も名を連ね、演出「田口正行」、充莉役「吾妻陽子」、清良役「小野寺美琴」という設定。
「リデル」は、辻村が圧倒的な表現に痺れた『少女革命ウテナ』や『魔法少女まどか☆マギカ』の影響が詰まっており、辻村が「第一印象から衝撃を受けたアニメ」の集大成で、多感な時期に観て、「こんな表現があるのか」「今自分はアニメの表現が変わる瞬間を見ている」と感じた、幾原邦彦監督の作品や、『魔法少女まどか☆マギカ』から感じた、「アニメ表現を刷新していく瞬間」に特化したプロットが書かれ、最終回の台詞は、「8年前にみんなが熱狂するアニメをつくり、そこからブランクが空いた王子監督だったら、自分の作品を楽しんでほしいという気持ちと同時に、消費しないでほしいという葛藤も抱えているのでは」と思い、どういうことをキャラクターに託すのか、辻村が考えた上での台詞。「『輪るピングドラム』の「生存戦略」をはじめ、『少女革命ウテナ』や『魔法少女まどか☆マギカ』にもそれぞれ心に迫る名セリフがあるが、それらの言葉には作り手のその時の思いが託されているのではと感じ、「リデル」でも言葉を大事にしたかったし、それが同時に映画本編でもクライマックスの台詞になっている」と辻村は語っている。

#### 登場人物（運命戦線リデルライト）
充莉
声 - 高橋李依
清良
声 - 花澤香菜
デル
声 - 堀江由衣
詩織
声 - 小林ゆう
七菜香
声 - 近藤玲奈
圭
声 - 兎丸七海
悠樹
声 - 大橋彩香

#### スタッフ（運命戦線リデルライト）
- アニメーションプロデューサー - 松下慶子
- 監督・絵コンテ・演出 - 大塚隆史
- キャラクター原案 - 岸田隆宏
- キャラクターデザイン・作画監督 - 高橋英樹
- アニメーション制作 - Production I.G

## 製作

### 企画
辻村の下には、『ハケンアニメ！』は刊行されてすぐの頃から、想像以上に様々なところから映像化したいという依頼があり、時期まで決まった具体的なものから、まだ卵のような段階のものまであったが、その中に「これは！」という映画化のオファーが1つあり、実際に会うと初回から凄くわかりあえ熱い話ができた。原作でプロデューサーが大事な局面で監督や作品を守る話の流れを、自分事のように受け止め、様々な場面が今までの映画づくりとリンクしたということで「この物語は、決して他人事とは思えないし、自分たち映画業界が映画化しないと駄目だと思って来た」とプロデューサー陣から熱量を持って言われ、この人たちにお願いしたいという確たる気持ちになった。その後も、キャストはこの人に引き受けてもらえたとか、吉野監督にお願いしたいとか逐一報告があり、脚本も原作から削って欲しくないと辻村が思っていた部分は、ほとんど残っていた。映画化の際は一般的に、原作者は制作陣に作品内容を任せることが多いが、この映画化では「こんなに引き込まれるのか」と思うほど、辻村は身内のようにスタッフの一人として扱われ、一緒に映画作りに携わる。2017年（平成29年）、もともと原作を単行本で読んでおり映画化したいと考えていた吉野に、映画監督の依頼があり、その時点から瞳が主人公なこと、同時間帯での放送で2チームの対決になること、序盤の後半あたりに瞳と王子の対談があることは決定していた。辻村は、小説を書いた当時と映画化の時点とは自分の考えも少し違っているし、別のクリエーターの考えや手が入り更新されていくのは楽しく、さらに更新してより良くして欲しいという気持ちがあり、自分の小説を頭が痛くなるほど考え再構築した人たちが出す正解が必ずあると思うので、自分の思う一言一句と同じじゃないと嫌とは思わないという意思を持っており、監督とプロデューサーは、小説を書く際に辻村が取材に行った者たちに再取材を行い、辻村とは違う影響を受け脚本がブラッシュアップされて、小説の「トウケイ動画」や「ファインガーデン」といった制作会社の雰囲気が、さらに可視化された。

### 製作準備
本作では2本のアニメがトップを目指してぶつかり合う作品なため、劇中アニメも重要な要素の1つで、本当に覇権を取れるようなクオリティーでアニメを作らねばならず、2本の劇中アニメはトータルでそれぞれ5分から10分ずつくらいだが、その5分を作るにもキャラクターデザインや世界観が必要なことから、企画の立ち上げに人や時間といったエネルギーも、アニメ12話分を作るのと同じ労力が等しく掛かるが、アニメ業界は人が足りず人気のあるスタジオは数年先までスケジュールがいっぱいなため、実写以上に人材確保が難しいことを製作開始後に気付いたが、お願いしていた会社に逃げられたことで、まず製作が1年遅れ、アニメスタッフを集めるのに時間がかかると、制作が一度止まりかけた。その期間中、辻村はアニメ『映画ドラえもん のび太の月面探査記』で脚本を担当し、その作品の八鍬新之介監督に劇中アニメのことを話したところ、「もし僕が引き受けるのなら、初回と最終回のプロット、何が起こるのかわかる全12話分の構成案は欲しい」と言われ、ならばと自ら申し出て「サバク」「リデル」ともに全話分のプロットを書き、プロデューサーたちに預けたことで辻村の本気度が伝わり、制作スタジオや監督たちの反応も、やれるかもという方向に変わっていったことで、その甲斐あり素晴らしいクオリティのアニメが出来上がった。
吉野監督は、脚本の段階で原作者の辻村から、キャラクターのニュアンスや大事にしたい言葉などの相談を受け、信頼関係を築き内容を任される。取材を通して知識が増えていくも、アニメ制作の現場を本来のままリアルに描写すると、全く動きの無い世界観の映像になってしまうため、アニメ業界が舞台の物語ではあるが、別の業界で働く者にとっても自分の身に置き換えられるようにと考え、あくまで現場の人々の間に流れている、目に見えない情熱、事件、想いというドラマをいかに分かりやすく映像で見せていくかを重視し、アニメ好きが観ても楽しめることは前提としつつ、既にアニメ業界やアニメ作品に詳しい層より、そこまで深く知らない「ライト層」にどう伝わるかという目線を忘れぬよう心掛け制作。同時間帯での放送という設定だけでは対決構造にならないため、テレビ局の上層部が地上波アニメを盛り上げるためのプロモーションとして、2局合同のアニメ対決イベントを仕掛けた世界観と吉野監督は解釈し、そのまま描いても、アニメを楽しむ視聴者の気分や熱気は伝わらないことを踏まえ、アニメ『ポケットモンスター』の世界大会のように、スタジアムで戦いそれを観客たちが応援するような飛躍したイメージで、あえて過剰に演出した戦いのような見え方の映画にした。視聴率以外だと、どうしても対決ものの指標としては表現し辛いため、映画ではテレビ番組だけでなく、スマートフォンで観る者も全て含んだ「総合視聴率」形式という設定にして、それに加え世間の評判を象徴化した言葉をSNSの言葉として映し、勢いを視覚化して見せるようにしているが、吉野監督は「映像的に分かりやすくする方向で考え、ファンタジーとして割り切ったため、そこはある意味フィクションのエンターテインメントとして観てもらえれば」「アニメ業界の仕事やアニメ監督の仕事を見せる上で、多くの人が関わっていることも見せるため、作画監督や音響監督などの仕事にももう少し踏み込みたかったが、上映時間の関係で省いた」と語っている。
脚本担当の政池洋佑は、このコンテンツが世間でなぜ流行っているのか？何故この作品が多くの人の心を打つのか？ということを考えねばならない構成作家をやっている影響から、原作を脚本にするときは、読んだ時に「おぉっ！」と心が動いた部分の、素晴らしいと思った展開、台詞、シーンを一番大切にしており、その部分には読みながら印を付け、脚本にする際に確実に組み入れることを大事にしており、辻村が書いた原作は、台詞が上手く胸に刺さり、これは一文字も変えてはいけないと思わせる台詞が多いため、それは変えず原作のまま脚本にしている。
2時間映画なため、描き切れないキャラクターがどうしても出てきてしまうが、そのキャラクターの魅力的な台詞は短くても最大限活きるよう、例えワンシーンだけでもなんとか残したいと思い死守し、映画化する上で、女性3人がそれぞれ戦いつつも支え合う描写は絶対に必要だと思い、原作では別の章で描かれている3人をきちんと絡めるため、原作の世界観を大切にしつつ、原作ではそこまで深く絡む描写の無い者同士のシーンもきちんと加え、群像劇として成立するよう凄く考え工夫。辻村は「アニメ業界の再現度も、原作を読んだ上で、それぞれの登場人物がどういう生活感の中で暮らしているのかというところまで、スタッフが丁寧に読み取ってくれたと思った」と高く評価している。

### 製作
辻村は、映画化の話が来た時点で、「王子役は中村倫也が演じたら嬉しい」と伝えており、中村が王子役に決まった時には「やったー！」と部屋で叫んだほどで、完全に王子そのものだったと演技も絶賛している。吉岡里帆についても、「開始2分で「あ、瞳だ！」と、自分が書いた瞳監督そのものと思えた」と語り、「コミュニケーションが不器用な瞳を、怒り慣れていない者が精いっぱい声を上げたらどうなるか、吉岡の中にある怒りのパターンから、これぞ瞳の感情の出し方というものを出してもらい、このチームにやってもらって嬉しかった」と語っている。高橋直也プロデューサーは、吉岡の起用理由について「『ホットギミック ガールミーツボーイ』、『見えない目撃者』、『泣く子はいねぇが』での佇まいの切実さ、行動の根本に好きなモノや作品に対する熱さがある感じが瞳だと感じことや、瞳は綺麗ごとだけではない現実に対し、ときに怒り、諦めつつ、それでも前に進んでいく人物だが、その時々に出る表情に説得力が欲しいと思っていた」と語っている。加えて、吉岡里帆、中村倫也、柄本佑、尾野真千子のキャスティングについて「この役者たち以外では考えられないぐらいのハマリ役」と評価。吉岡自身も、「年齢的に責任を持たなければならないが大御所でもない状態なのが、自分自身の感覚とも凄く重なるため、かなり前のオファーを受けた頃にすぐ撮影に入っていたら、この作品にここまで等身大の自分を投影できなかっただろうと」語っている。
劇中では、アニメ制作の現場で実際に採用されているトレース台を使用しており、辻村も美術やセットについて「ああ、これは私の描いた瞳の部屋だ。『トウケイ動画』ってこういうところだよな」としっくりきたと評価している。
映画化に7年かかったが、原作から約8年経過して、タイトルの由来でもある「覇権アニメ」という言葉が使われなくなっていったことついて辻村は、10年前はそのクールで一番話題になった作品や一番売れた作品が必ずあったが、その覇権とは異なり誰かの心に一番突き刺さる作品をつくりたいという意味での覇権が、今回の映画には重なると語り、ラストシーンについても、アニメのみならず自分にとって好きという象徴的な存在との出会いが大事ということを、この映画は終始描いており、クライマックスを経たラストにあのシーンを置いてたのは、瞳を瞳たらしめる上で必要だったと評価。「作家としての映像化に関する運の良さは、覇権を取れると思う。この映画は完成までの道のりが長かったが、最高の形で見られるのが嬉しい。他の作家さんにも羨ましがられると思う」と語っている。吉野監督は「初めてものを作るときは、世界を変えてやる、この世になかったものを作ると思ったりして意気込みはあるが、経験豊かな人たちとやって行くときに、その思いが伝わるのかというと、実際はなかなか伝わりづらかったり、向こうのほうが正解だったりとか、水の中でもがいて、どう力を伝えていいかわからないようなあのしんどさが、ハケンアニメ!で出ればいいと思った」「仕事のヒリヒリ感、それを越えたところにある集団でしか到達できない達成感、仕事の楽しさ的なものを感じてもらえたら」と語っている。

## 封切り

### 宣伝
公開に先駆け、2022年（令和4年）4月14日には丸の内TOEIで完成披露上映会が行われ、吉岡、中村、尾野、柄本、吉野監督に加え、原作者の辻村も登壇。
4月14日からは、映画ハケンアニメ!感想投稿キャンペーンが、4月28日からは、あたなの心に残るベストアニメ投稿キャンペーンが6月30日まで実施され、電子メールかTwitterでの投稿でB1サイズの豪華キャストサイン入りポスター、非売品のオリジナル絵コンテマスキングテープ、非売品のプレスブックのいずれかが当選するキャンペーンも実施。5月11日からは、原作者の辻村、「サバク」の谷監督、「リデル」の大塚監督の3名を審査員に据え、最強のロボットをテーマに「サバク」の公式提供の背景画にして、オリジナルロボットとメインキャラクター1人以上、もしくは、最速のバイクをテーマに「リデル」の公式提供の背景画にして、オリジナルバイクとメインキャラクター1人以上を描きTwitterに投稿する「好きをつらぬくクリエイター応援コンクール」が6月19日まで行われ、賞品にワコム、アドビ、セルシスの製品が用意された。
予告とエンドロールで流れる主題歌は、ジェニーハイと、この映画に「サバク」の主人公・トワコの声や、アイドル声優・群野葵として出演する声優・高野麻里佳が歌う「エクレール」で川谷絵音の作だが、川谷が映画を観て感じた通りに書いた最初のデモ曲が、製作サイドの思いとは違うと言われボツになり、映画を観たときに感じた別の印象を記憶の中から引っ張り出して作り直すも、やはり違うかもとフィードバックが返ってくる前にサビのメロディを作り直したうえで、コード進行も後から変えたところ、コード進行は前の曲のほうがいいと言われ、そこだけを元に戻したバージョンがリリースされることになった。また、川谷は本作について「仕事を頑張りたくなる映画」と前置きしたうえで「映画を観た人が曲を聴き、もう一度感動できるようにしたかった。歌詞にはこだわり何度も書き直した。いままで作った中でも、最長期間で曲を作った気がする。思い入れも強い。エンドロールで流れた時は、泣きそうになるくらいだった」と思い入れを語っている。映画の公開日には、映画の主人公・瞳の好物であるエクレアを追いかけるミュージック・ビデオも公開された。

### 公開
2022年（令和4年）5月20日から、国内338スクリーンでロードショー公開された。映画はスマートフォンやスマートグラスで映画の字幕や音声ガイドを楽しめる無料アプリ「HELLO! MOVIE」にも対応。公式サイトでは、本作に登場するキャラクター6人の中から、自分に似たタイプのキャラクターを導き出し、周りから見た印象を診断したうえで、好印象を持ってもらえるテクニックを紹介する「映画ハケンアニメ診断」も実施。公開初週の5月20日からは、「サバク」のキャラクター原案も担当している漫画家・窪之内英策が描き下ろした、吉岡演じる斎藤瞳のイラストポストカードを先着20万枚配布され、そのビジュアルは、一部の上映劇場にも掲出された。公開2週目となる5月27日からは、吉岡、中村、柄本、尾野ら実写キャストと、原作小説のイラストを手掛けた「CLAMP」による原作小説の主要登場人物と劇中アニメのキャラクターたちのイラストとのコラボビジュアルがデザインされたポストカードが、先着20万枚配布された。専門学校デジタルアーツ仙台では、公開日から映画版とのタイアップポスターを学校各所に掲示し、タイアップCMも5月20日から宮城テレビ放送で放送。
公開翌日の5月21日には、丸の内TOEIで公開記念舞台挨拶が開催され、吉岡、中村、柄本、尾野、高野、ジェニーハイ、吉野監督が登壇。壇上で柄本が「風呂上がりの王子監督を演じた中村倫也の、ずるボディ、あのボディはいい。あれでバキバキの身体だったら、こもらずジムに行っているだろうという印象になるから、缶詰状態でこもって、ものづくりに向き合い『うわーっ』となっている説得力があった」と中村のアニメ監督らしい身体を絶賛して、イジる一幕もあった。
公開日の5月20日からは、全国の上映劇場と東映オンラインストアにて、キャスト、監督、原作者インタビュー等が掲載された44ページの通常版パンフレット、劇中で使用していた「トウケイ動画」のカット袋の中に、通常パンフレットに加え、「サバク」と「リデル」が半々ずつ掲載されており劇中にも登場した62ページの総カラー雑誌「アニメゾン」が入った豪華版パンフレット、瞳監督の社員証が付いた劇中でも使用しているネックストラップ付きパスケース、行城プロデューサーの名刺が1枚入った名刺ケース、ディザービジュアルのクリアファイル、「サバク」と「リデル」のクリアファイルセット、「サバク」缶バッジセット、「リデル」缶バッジセット、「サバク」マルチアクリルスタンド、「リデル」マルチアクリルスタンド、アニメ制作用カット袋をイメージしたミニクリアファイルとフィルム風のクリアしおり2枚セットを販売。ナタリーストアでも5月20日から6月2日までと再販売開始の6月17日以降、劇中でも瞳が使用していた「光のヨスガ」のロゴがデザインされたマグカップ、「サバク」と「リデル」のロゴがデザインされたTシャツやクリアボトル、「サバク」と「リデル」のステッカーシートが販売された。
劇中で王子が香屋子に殴られ「親父にもぶたれたことないのに」と語るシーンにちなみ、公式Twitterでは中村がアムロ・レイのような声で自己紹介し、それを尾野が真似るPR動画や、劇中で制作進行をしている中島愛美が、東映アニメーションを訪問するPR動画なども公開された。
6月2日には、共感シアターとYouTubeの東映映画チャンネルにおいて、吉野監督、「サバク」の谷監督、声優の高野、制作デスク・根岸役の前野朋哉、編集・白井役の新谷真弓に、MCの映画感想TikToker・しんのすけを加え、キャスト・監督が熱い裏側を語るオンライントークイベントが生配信され、アーカイブ動画も公開された。
6月23日には、渋谷TOEIにて「ハケンアニメ!ティーチイン付き特別上映会」が行われ、上映後に吉野監督、制作デスク・根岸役の前野、作画監督・河村役の矢柴が登壇し、編集・白井役の新谷や原作者の辻村も会場に駆け付け、トークショーや質疑応答などが行われた。同会場では6月30日にも、ティーチイン付き特別上映会の第2回が行われ、編集・白井役の新谷をMCに、吉野監督と『映画大好きポンポさん』監督の平尾隆之が登壇。7月7日には同会場で、ティーチイン付き特別上映会の第3回が行われ、原作者の辻村、吉野監督、谷監督、声優の高野が登壇し座談会が行われ、「好きをつらぬくクリエイター応援コンクール」の優秀賞4作、サバク賞1作、リデル賞1作も発表された。

## 作品の評価
国内上映館数338館で公開スタートを切ったが、特撮やアニメの映画に限っても『シン・ウルトラマン』や『機動戦士ガンダム ククルス・ドアンの島』などの話題作に挟まれる時期で、興行通信社調べの動員数などを集計した国内映画ランキングでは、公開初週からトップ10入りを逃し、東映という大企業が配給する作品の場合、公開から3日間の成績で後のスクリーン数がほぼ決定してしまうこともあり、6月10日からは上映終了する映画館も現れ上映館も減少傾向を辿るが、SNSでは熱いコメントが数多く投稿され続け、映画公式Twitterによる「#残れハケンアニメ」というハッシュタグを使った宣伝活動に賛同する者による投稿も行われ、高い評判が口コミで徐々に広がり、公開4週目からは上映回数は少ないながらも客席が埋まる劇場が続出し、上映を延長する映画館や新たに上映を決める劇場も現れ始めた。
ポップで軽快な主題歌が流れ、アニメの名台詞が飛び交う予告編からは、おどけた感じの印象を受け、ポスターや公式ウェブサイトなどもポップな印象のため、この映画を若い監督と人気俳優たちによる割と軽めなコメディタッチの恋愛系映画だろうと想像する者も多い。だが実は、アニメ業界の泥臭さや人間ドラマが繊細に描かれたシリアスなお仕事ドラマで、特に前半は制作の裏側にある厳しさを描いているため、人によっては感情移入して苦しくなる鑑賞者もいるほどの内容であり、吉野監督は「吉岡里帆はすでに有名で、世間では明るく綺麗な人というイメージがあるので、それが瞳を演じる上で邪魔になるかもしれないと思い、いろいろあるけど結局楽しい世界なんだよね？と思って、観客が安心して観てしまったら映画としてまずいと、映画の前半では、時間がなくて、ヒリヒリして、胃が痛くて、空気が淀んでいるような雰囲気のアニメ制作現場であることを伝えるため、吉岡には笑顔を封印してもらった」と、物語の前半で瞳の成長する前の姿を、どこまでリアルに表現できるかという部分に注力するほどである。吉岡に対しては、瞳がスタッフに「頑張ってるね」と肩をポンと叩かれた時のなんとも言えない空気など、言葉にするのが難しい人間関係を出してほしいと考え演出し、逆に映画の後半で成長していく瞳については、特に細かい演出は吉野監督から出さず、監督として瞳が成長していく部分、スタッフの個性に合わせて指示を出していくようになるくだりは、吉岡自身が考えて演技しており、吉野監督は「当初、自分が思っていたより、映画の後半で成長する瞳が凄く生き生き映っていたので良かった」と評価する内容になっている。そのため、後半は主人公の成長物語になっていき、それ故にもたらせられる感情の開放感により感動する内容となっており、ユーモラスなシーンも入りつつ分かりやすく面白い構成になっている。加えて、アニメ作りのプロセスが端的に知れる脚本で、劇中アニメのレベルも高い。
苦しい興行が続く観客動員数に比べ、著名人を始めとしてSNSでは映画を観た観客の賛辞があふれ、Yahoo!映画、映画.com、Filmarksいずれも、5点満点中4点以上を獲得し、映画レヴューサイト「coco」においても、満足度91パーセントを獲得するなど、映画サイトの評価は邦画として極めて高い得点と、熱いレヴューが投稿されており、映画を実際に観たものからは高い評価を得ている。
芸能人では、稲垣吾郎が「すっごく良かった」「イベントで憧れの人が現れ震えている感じが伝わる」と吉岡をべた誉めしたうえ他の役者もべた誉めし「監督のセンスがいい」「ラストシーンは特に痺れた」「人間の描き方がいい」と高く評価し、ダイノジ大谷ノブ彦は「今までの人生でもベストに入る好きな映画」「超傑作」「何度も見返すと思う」と絶賛し、パンサー向井慧は「様々な人から、この人のために頑張ろう思われる人柄じゃないと、全体的な仕事の熱量は上がらないことを、この映画を観て気付かされ刺さった」と感動を語っているほか、戸田恵子、ライムスター宇多丸、犬山紙子、フルーツポンチ村上健志、泉澤祐希、入江甚儀、市橋浩治、小沢まゆ、森脇健児、明和電機、関根ささら、十束おとは、中﨑絵梨奈、生島勇輝、志武明日香、和田聰宏、真柴あずき、瀬戸口俊介、寺田御子、BAN BAN BAN鮫島一六三、南かおりなども高く評価。漫画家では奥浩哉が「本当そう、と頷く台詞」「観た後もずっと心に残り続ける映画」と褒め称え、末次由紀は「アニメを見る目が替わる」「もっと沢山の人に見てもらいたい」と称賛し、とよ田みのるは「想像していた10倍、ストイックな内容のお仕事映画で大変良かった」と高評価なほか、曽山一寿、一色登希彦、星里もちるなども高く評価。映画監督では梶野竜太郎が「全員ハマり役」「構成、演出、展開の見事さに4回泣いた」「映像制作を知る人も知らない人も物凄く楽しめる」と賞賛し、豊島圭介は吉岡と柄本を絶賛したうえ「劇中アニメも完成度が高く、脚本も良かった」と褒め称え、上田慎一郎は「分かると胃がキリキリしっぱなし」「熱く品のある演出」「俳優陣のハマり具合と芝居が素晴らしい」「劇中アニメがマジで面白そうなのも凄い」と誉め称えているほか、山崎貴、佐藤佐吉、林海象、瀬々敬久、本広克行なども高く評価。それ以外の著名人では鈴木おさむが「噂通り、めちゃくちゃおもしろい」「演出で、よりワクワクする物語になっている」「見なきゃもったいない」と賛辞を贈り、清川あさみは「最高でした」と映画を誉め、笠井信輔は「今年上半期に見た中で最高の仕上がりの映画」と誉めちぎったほか、矢野了平、佐久間宣行、石井玄、やきそばかおる、齊藤進之介、氷川竜介、八谷和彦、イシイジロウ、小野義徳、鮫肌文殊、楠野一郎、森谷雄、冨田大介、芦辺拓、舟橋政宏、中川大地、東畑幸多、石戸諭など、多数の者から高い評価を得ている。
アニメ業界を知る者では、アニメ制作会社ガイナックス創業者・岡田斗司夫は、「アニメ業界的に見たら、ファンタジーなそれは無いという突っ込みどころの部分もあるが、映像業界を舞台にした作品ならあるあるだし、そういうことすら関係なしに面白い」と付け加えたうえで、100点満点中95点と感動できるから是非見ることを強くお薦めする評価を下しているほか、『少女☆歌劇 レヴュースタァライト』監督の古川知宏も「本当は丁寧に描きたいけれど、そこにこだわることでキャラクターのおもしろさ、スピード感が削がれてしまうため、どうやってスピード感を出すか、観客にどのように届けるのかを優先して、ディテールにこだわらず、実際のアニメの制作過程とは違う部分もあるのを承知で、アニメ業界の本当の姿、正しさをあえて選ばないという選択をしている」と付け加えたうえで高く評価しており、アニメ評論家・藤津亮太も「現在、アニメビジネスの中で視聴率の果たす役割は低下しているが、映画スタッフはそれを承知の上で、テレビ局が鳴り物入りでアニメ枠を夕方に設けたという設定を用意し、視聴率に意味がある状況を作り出し、両作品の競争を盛り上げた」と現実とは違うフィクションの部分を取り上げつつも、高く評価している。他にもボンズの大薮芳広、声優の洲崎綾、和多田美咲、赤星真衣子などからも、高い評価を得ている。

### 受賞歴
- 第45回山路ふみ子映画賞
  - 山路ふみ子女優賞：吉岡里帆[127]
- 第14回TAMA映画賞
  - 最優秀作品賞[128]
- 第44回ヨコハマ映画祭[129]
  - 審査員特別賞
  - 主演女優賞：吉岡里帆
  - 助演男優賞：柄本佑
- 第35回日刊スポーツ映画大賞・石原裕次郎賞[130]
  - 作品賞
  - 助演男優賞：柄本佑
- 第46回日本アカデミー賞[131]
  - 優秀作品賞
  - 優秀監督賞：吉野耕平
  - 優秀主演女優賞：吉岡里帆
  - 優秀助演男優賞：柄本佑
  - 優秀助演女優賞：尾野真千子
  - 優秀脚本賞：政池洋佑
  - 優秀音楽賞：池頼広
  - 優秀美術賞：神田輸
  - 優秀編集賞：上野聡一
  - 新人俳優賞：小野花梨

## 映像ソフト化
2022年（令和4年）9月28日、Blu-ray Discの通常版と初回限定版、DVDが発売。
Blu-ray映像特典
合計約100分の特典映像として、撮影現場で密着したメイキング映像、舞台挨拶、予告集、PR集、TVスポット集に加え、「サバク」と「リデル」それぞれにおける、特報、音声無しのコンテ撮り映像、音声無しの劇中用アニメーションが収録。
Blu-ray初回特典
パッケージはティザービジュアル仕様。劇中アニメ「サウンドバック 奏の石」「運命戦線リデルライト」の番組宣伝ポスターのデザイン計6種類、及び吉岡里帆が演じる瞳、中村倫也が演じる王子、柄本佑が演じる行城、尾野真千子が演じる香屋子のポスターのデザイン計4種類、合わせて10種類のデザインが印刷されたポストカードのセットが封入。
店舗別限定オリジナル予約特典
予約特典として、5店舗のオンラインショップが「サウンドバック 奏の石」の劇中アニメ台本に、吉岡の瞳と、柄本の行城のブロマイドがセットになった商品を取り扱い、7店舗のオンラインショップが「運命戦線リデルライト」の劇中アニメ台本に、中村の王子と、尾野の香屋子のブロマイドがセットになった商品を取り扱った。中村倫也の所属事務所トップコートのオンラインショップでは、中村の王子のブロマイドが、東映の東映円盤堂では、非売品プレスシートに加え、吉岡の瞳、柄本の行城、中村の王子、尾野の香屋子のブロマイドが付属した。